# Folke Wikman
Karl Anders Folke Wikman, född 12 januari 1906 i Sundsvall, död 18 november 1998 i Ulricehamn, var en svensk målare, tecknare, grafiker och formare.  
Han var son till Anders Wikman och Mathilda Gustava Jonsson och från 1941 gift med Hanna Linnéa Pramberg. Wikman studerade vid Skånska målarskolan i Malmö 1935–1936 och grafik för Rune Claesson i Ulricehamn 1963. Tillsammans med Ragnar Ahrens och Harald Lundberg ställde han ut i gruppen De tre på Malmö museum 1938 och separat ställde han bland annat ut i Helsingborg, Åsljunga, Tranås, Ulricehamn samt i SDS-hallen i Malmö. Han medverkade i samlingsutställningar arrangerade av Helsingborgs konstförening, Ängelholms konstförening och Ulricehamns konstförening. Bland hans offentliga arbeten märks väggmålningar på Kjällstorps ungdomshem med figurer i skånska nationaldräkter målade i olja på murad vägg. Hans konst består av figurer, verkstadsmiljöer, hamnmotiv, båtar, hästar, porträtt och landskapsskildringar utförda i olja, pastell, gouache eller grafik. Wikman är representerad vid Borås lasarett, Församlingshemmet i Ulricehamn och Falkenbergs kommun.  